# 佐藤絵里佳
佐藤 絵里佳（さとう えりか、Erika Sato、本名同じ、1994年10月7日 - ）は、首都圏を中心に活動する舞台女優、モデル、歌手。01-ZERO ONE TALENT AGENCY所属。脚本家友澤晃一主宰のT1project、劇作家中津留章仁主宰のTRASHMASTERSなどに出演している。ファッションモデルとして、世界五大ミス・コンテストに2回出場した。「ミスインターナショナル2018日本代表選出大会」出場、「2020ミススプラナショナル Japan 関東大会」ファイナリスト 。2023年7月から株式会社FutureProtectのメンタル・集中力セミナー講師、2023年10月から東京ネットラジオに冠番組を持ちパーソナリティを務めていた。2024年、劇作家中津留章仁によるミュージカルユニット「TROPP(The Revolution Of Poor People)」に初代メンバーとして参加。2024年8月、自ら作詞したファーストシングル「Colors」をリリースした。
埼玉県立浦和第一女子高等学校、青山学院大学国際政治経済学部国際経済学科卒業。
身長174cm、血液型A型、てんびん座。趣味は神社巡り、着物着付。

## 来歴
- 生い立ち～学生時代
  - 福島県生まれ、埼玉県育ち。
  - 中学時代は吹奏楽部でトロンボーンを担当、高校時代は音楽部（合唱部）に所属しアルトパートを担当していた。高校3年では部長を務め、約90名の部員を率いていた。埼玉県立浦和第一女子高等学校は合唱コンクールの強豪校と知られており、鹿児島市で開催された第65回全日本合唱コンクール全国大会で銀賞を受賞した[8]。
  - 高校２年次、部活の新入生歓迎会にて宝塚歌劇団の『ミー・アンド・マイガール』で主役を演じたことがきっかけとなり、宝塚音楽学校を受験した。最終選考には残らなかったものの、１次試験の東京大会を勝ち抜き、宝塚音楽学校での２次試験まで進んだ。
  - 埼玉県立浦和第一女子高等学校から青山学院大学国際政治経済学部に進学した。大学のゼミでは「ナショナル・トラストで蘇る銭湯〜観光資源としての新たな可能性〜」という共同研究で、学生観光論文コンテストの優秀賞（公益財団法人日本ナショナルトラスト会長賞）を受賞した。
  - 青山学院大学在学中にミュージカルカンパニーMMG（お茶の水女子大学のミュージカルサークル）[9]に22期生として所属し、174cmの長身を活かして男役を中心に演じていた。第23回徽音祭公演「愛するには短すぎる」では主役のフレッド・ウォーバスク役を演じ、第24回徽音祭公演では出演のかたわら舞台演出も担当した。大学4年次に名門のミュージカル専門学校に1年間通い、プロを目指した。大学卒業後はフリーランスの舞台女優として、MMGのOGにより結成されたミュージカルグループMono-Musica[10]、同じくダンス&ボーカルグループFleur（フルール、2021年2月に解散）に参加したり、脚本・演出家の友澤晃一が代表を務めるT1projectなどのミュージカル作品や朗読劇に出演している。

2025年4月、01-ZERO ONE TALENT AGENCYに所属した。
- モデルとしての活動
  - 学生時代からアキバコレクション2016[11]、キャンパスコレクション東京2016ファイナリスト（初代モデル）[12]、ミスインターナショナル2018日本代表選出大会出場[13]などの経歴を持つ。ミスインターナショナルでは日本代表候補の32名に入ったものの、8名のファイナリストには選出されなかった。Web投票のフォトジェニック賞では2位を獲得した。2020年にもミススプラナショナルジャパン関東大会のファイナリストとして上位15名という成績を残した。
- ライブ配信
  - 2019年
    - 1月より10月まで、プレイングプロデューサー「のぞみP」プロデュース3期生イチナナライバー（エリカ_erika）として活動した[14]。
- その他の情報発信
  - 2022年4月、佐藤絵里佳オフィシャルウェブサイト（www.erikasato.jp）開設。[15]
  - 2022年4月、佐藤絵里佳ファンクラブ（www.erika-fanclub.com）発足。[16]

## 主な活動

### 舞台
- お茶の水女子大学ミュージカルカンパニーMMG(@m_c_mmg)において、男役として5舞台
  - 2013年
    - 11月 第22回徽音祭公演「マジシャンの憂鬱」ジグモンド役

  - 2014年
    - 4月 新入生歓迎公演「シャングリラ〜水の城〜」嵐（ラン）、欣欣（ヤンヤン）役
    - 11月 第23回徽音祭公演「愛するには短すぎる」フレッド・ウォーバスク役 ✳︎主演男役

  - 2015年
    - 4月 新入生歓迎公演「Shall We ダンス？」ミハエル役
    - 11月 第24回徽音祭公演「Paradise Prince」ケヴィン役 ✳︎演出
- 2014年
  - 12月 ミュージカルグループMono-Musica(@mono_musica) 第10回公演「The Secret Actor 〜代役協会」ルイス役
- 2016年
  - 8月 ミュージカルカンパニーすてっぷ1(@step1_musical) 「ZORRO マスクの下の涙」ルイス役
  - 11月 Fleur(@fleur_musical)旗揚げ公演 「Panier de Fleur 〜花がつむぐ物語〜」出演
  - 12月 ミュージカルグループMono-Musica(@mono_musica) 第11回公演「サランドラ-神官の娘-」カイゼル役[17]
- 2017年
  - 3月 劇団ばんぶるびぃ「忍ぶ -くノ一忠臣蔵裏綴り-」くノ一 小糸役[18]
  - 6月 1110プロヂュース「コーヒーが冷めないうちに」清川二美子役[19]
  - 11月 ミュージカルグループMono-Musica(@mono_musica) 特別公演「サランドラ-神官の娘-」カイゼル役[20]
- 2018年
  - 3月 Fleur第2回公演「Black＆White」出演
  - 3月 リトミックミュージカル「赤ずきんちゃん」オオカミ役
  - 5月 体験型謎解きRPG「リビルド -再構築-」Z=SECURITY第一章 「ERROR CODE」人工知能アイ・ブラウン役
  - 8月 LIVEDOG GIRLS「エデンの空に降りゆく星唄」 湯川つぐみ役[21]
  - 11月 ゲイジュツ茶飯第8弾「楽GO‼︎THE・STORY」品川心中 お染役/眠れる男 女１役 [22]
  - 12月 川口市立戸塚小学校芸術鑑賞会 出演 脚本と朗読、歌と踊り
- 2019年
  - 2月 LIVEDOG GIRLS「女優たちのための冬の夜の夢」 妖精王オーベロン役。[23]
  - 3月 Fleur第3回公演「Original Bouquet」出演。第2部ヴォーカル担当。
  - 3月 とらいあんぐる音楽教室ミュージカルコース「魔法使いのたまごたち」黒い魔女役
  - 9月 LIVEDOGプロデュース 舞台「013」女囚サカキ役[24]
  - 12月 JPR BUFFプロデュース 舞台「Wells-魔女と夜明けの星-」 女性兵士ミリアル役[25]
- 2020年
  - 2月 再演：体験型謎解きRPG「リビルド -再構築-」Z=SECURITY第一章 「ERROR CODE」人工知能アイ・ブラウン役[26]
  - 2月 ユニット「ジュエルモ」として、川口市立戸塚小学校芸術鑑賞会 出演 脚本と朗読、歌と踊り
  - 2月 ダンス・ミュージカル「お私立 花村学園」キックオフステージ 理科教師の花村蘭子役（2/27）[27]
  - 3月 LIVEDOGプロデュース 舞台「どのくらいエフェクト」女社長 橘樹里役（3/4-3/8）[28]
  - 5月 ダンス・ミュージカル「お私立 花村学園」本公演 花村蘭子役（5/16、5/17）★事情により降板[27]
  - 6月 舞台「六畳一間で愛してる」ヒロイン沙織里役 (6/24-6/29) [29]
- 2021年
  - 1月 舞台「Juliet」A班主演 村井恵美役、B班出演 芹沢彩役 (1/7-1/11) [30]
  - 5月 2週に渡り、Zoomを使用した企業向けステージに斉藤ひかる氏と共演。
  - 8月 全曲生演奏ファミリーミュージカル『ひなた号の冒険』〜夢の描いたオリーブの木〜 保健の夕暮先生役 (8/28)  [31]
  - 9月 T1project舞台「ショートストーリーズ Vol.10　A.いま幸せです」 女医役 (9/8-9/20)  [32]
  - 11月 ユニット「ジュエルモ」として、春日部市立幸松小学校 音楽鑑賞（校内音楽会）出演 (11/19)  [33]
  - 11月 水澤心吾主演の朗読劇「愛やさしい嘘」長女かおる役 (11/29)
  - 12月 J'S STUDIO PRODUCE リーディングミュージカル＆ライブ「To a new tomorrow / 8000メートルの愛」樋口杏子役 (12/20, 12/22)
- 2022年
  - 3月 水澤心吾主演の朗読劇「恋におちて」出演 娘・佐藤美和役 (3/8)
  - 5月 水澤心吾主演の朗読劇「恋におちて」出演 娘・佐藤美和役 (5/1) 再演
  - 9月 T1project オリジナルミュージカル「PIANIST」 泉友香役（ダブルキャスト）(9/1-9/4) [34]
  - 9月 ファミリーミュージカル「ひなた号の冒険 10周年記念オーケストラコンサート」(9/17) [35]
  - 10月 Nakatsuru Boulevard Tokyo 舞台「Vanity」出演 アパレル社員・千田役 (10/26-10/31) [36]
  - 12月 林家畳公演 舞台「歯軋り」出演 教師・南佳奈役 (12/14-12/18) [37]
- 2023年
  - 2月 NPO法人劇団はーとふるはんど「恋におちて」 出演 介護施設「虹の家」看護師・後藤エリカ役 (2/18-2/19)
  - 6月 舞台「ラフカット2023、第一話『愚かなる人』（脚本・太田善也）」出演 キャバクラ嬢・ピンコ役 (6/7-6/11)[38]
  - 6月 Nakatsuru Boulevard Tokyo 番外公演「UBIQUITY ユービクィティ」出演 シングルマザー・セナ役 (6/26-7/2)[39]
  - 6月 Nakatsuru Boulevard Tokyo 特別リーディング公演「みすてられた島」出演 長女・児島範子役 (6/28、7/1)[40]
  - 8月 劇団コラソン第81回公演『ブルーラビット』出演
  - 9月 T1project舞台「T1project MEMORY3部作 『心のかけら』」出演 パリコ役 (9/7-9/18)[41]
  - 12月 Nakatsuru Boulevard Tokyo 舞台「Strange Island」出演 銀行員ブリジット役 (12/13-12/20)[42]

- 2024年
  - 5月 J's STUDIOプロデュース朗読劇『ダイアナ-2024』主演 柳田翔子役 (5/18-5/26)[43]
  - 7月 T1project舞台「BOX IN THE WORLD」sideB -existence-出演(7/3-7/10)[44]
  - 9月 T1projecミュージカル「ココロノカケラ」出演 パリコ役 (9/25-9/29)[45]
  - 11月 TRASHMASTERS vol.40 『ガラクタ』出演 (11/18-11/24)

- 2025年
  - 3月 劇団TROPPミュージカル「AUTONOMOUS REGION」出演 ROSE役 (作/演出 中津留章仁)(3/5-3/9)
  - 5月 舞台「花で癒せたなら」彩チーム主演、響チーム出演 （5/24-5/25）[46]
  - 6月 T1project舞台「HEART OF THE DESERT」出演 (6/15-6/29)
  - 6月 劇団チリ第3回公演「即興の穴」出演（6/27）
  - 9月 舞台 Zu々10周年記念公演第二弾「ダイアナ～それぞれのダイアナ～」出演 (9/2-9/15)

### 歌手
- 2022年
  - 5月 T1project Members Live2 出演(5/22)
- 2023年
  - 3月 T1project Members Live3 出演(3/25)
  - 8月 コンペティションライブ2023 出場(8/25)
  - 11月 T1project Members Live4 出演(11/25)
- 2024年
  - 8月 1stシングル「Colors」(作詞：佐藤絵里佳 作曲：綾部健三郎)リリース(8/24) [47]

### モデル
- 2016年
  - 7月 Campus Collection Tokyo 2016 初代モデル ミスキャンパスコレクション ファイナリスト[12]
  - 9月 スタースカウト総選挙2016 ファイナリスト
  - 9月 JAPANMODELS2016 スカウトランウェイ出演
  - 10月 青山祭ファッションショー出演
  - 11月 エシカルファッションショー2016 出演
- 2017年
  - 1月 Akiba Collection Vol.5 ファッションショー出演[11]
  - 2月 Tokyo Street Collection Vol.1 ファッションショー出演
  - 2月 ZENKO40周年記念ヘアショー コレクションモデル出演
  - 5月 Tokyo Street Collection Vol.2 ファッションショー出演[48]
  - 6月 ZENKOヘアショー コレクションモデル出演
  - 10月 ミスインターナショナル2018日本代表選出大会出場[13]
- 2018年
  - 1月 Tokyo Africa Collection ファッションショー出演
  - 10月 SDGs共創女性文化祭 Graceful Japan 2018ファッションショー出演
- 2020年
  - 5月 2020ミススプラナショナル Japan 関東大会ファイナリスト（上位15位以内）

### テレビ
- 2024年
  - 3月 ザ！世界仰天ニュース 3/26放送 再現ドラマ出演[49]

### ラジオパーソナリティ
- 2023年
  - 10月 東京ネットラジオ DJ.Erica(佐藤絵里佳) / 「DJ.Ericaのお気楽気ままvoice♪」毎月第4木曜パーソナリティー[50]

### インターネットライブ配信
- 2019年
  - 1月 のぞみPプロデュース3期生イチナナライバー （エリカ_erika）[14]
- 2020年
  - 4月15日 BIGOLIVE公式ライバーの認定を受け、プロとして活動を開始[51]
  - 11月30日 Pocochaライバーとして活動を開始
- 2021年
  - 3月10日 Pocochaでの配信を終了。

### ユニット
- 2018年
  - 12月 Juermo（ジュエルモ）- 戸塚小学校の芸術観賞会のために、ピアノ奏者の奥田ななみと結成したユニット。毎年、恩師の校長先生に招かれ、2021年11月には幸松小学校でパフォーマンスを披露した。ユニット名は、フランス語で「言葉を奏でる」にちなんで付けたもの。
- 2024年
  - 7月 劇作家中津留章仁によるミュージカルユニット「中津留章仁主宰のミュージカルユニットTROPP(The Revolution Of Poor People)」に初代メンバーとして参加。